# 신인섭
신인섭(1989년 6월 1일 ~ )은 대한민국의 축구 선수이다.

## 클럽 경력
2009년 6월 29일 애들레이드 유나이티드와 2년 계약을 맺고 입단했다. 이후 K리그 2011 드래프트에서 4순위로 부산 아이파크에 입단하였다.